# ʼN
ŉ är en bokstav i det latinska alfabetet som kan användas på afrikaans. På afrikaans är det den obestämda artikeln och uttalas /ə/ eller /ən/ om ordet efter börjar på vokal. ŉ skrivs alltid med liten bokstav och om en mening börjar med en obestämd artikel skrivs nästa bokstav med stor bokstav, till exempel:
ŉ Hond loop.
En hund går.
Man kan antingen använda ihopslagningen ŉ, eller skriver man isär apostrofen och N:et, 'n, vilket är vanligast eftersom ŉ inte finns på tangentbord i Sydafrika, utan kan nås genom att hålla in alt och trycka sifferkombinationen 0329. Enda undantaget när man kan skriva 'N är vid till exempel pressrubriker eller skyltar där alla bokstäver skrivs med stor bokstav men det finns ingen sammanslagning för detta tecken utan man får skriva dem var för sig.